# Bagenahal, Chitradurga
Bagenahal là một làng thuộc tehsil Chitradurga, huyện Chitradurga, bang Karnataka, Ấn Độ.